# Pagar Batu (Habinsaran)
Pagar Batu is een bestuurslaag in het regentschap Toba Samosir van de provincie Noord-Sumatra, Indonesië. Pagar Batu telt 190 inwoners (volkstelling 2010).